# 4-й запасной истребительный авиационный полк
4-й запасной истребительный авиационный полк (4-й зиап) — учебно-боевая воинская часть Военно-воздушных сил (ВВС) Вооружённых Сил РККА, занимавшаяся обучением, переподготовкой и переучиванием лётного состава строевых частей ВВС РККА в период боевых действий во время Великой Отечественной войны, осуществлявшая подготовку маршевых полков и отдельных экипажей на самолетах МиГ-3, ЛаГГ-3, Ла-5 и Як.

## Наименования полка
- 161-й резервный авиационный полк
- 4-й запасной истребительный авиационный полк

| МиГ-3 | Ла-5 | ЛаГГ-3 |

## Создание полка
4-й запасной истребительный авиационный полк формировался в период с 03 июля по 8 июля 1941 года в Орловском военном округе в Курске на базе 161-го резервного авиационного полка в составе 5 учебных эскадрилий.

## Основное назначение полка
4-й запасной истребительный авиационный полк осуществлял подготовку маршевых полков и отдельных экипажей на самолетах МиГ-3, ЛаГГ-3, Ла-5 и Як. В начальный период войны специализировался на формировании и переподготовке частей, вооруженных истребителями МиГ-3. Но самих этих самолетов на 07 июля 1941 года насчитывалось всего три. Кроме них полк имел 3 учебно-тренировочных Як-7УТИ, а также истребители И-16. В начале сентября 1941 год парк самолетов полка был пополнен до 7 единиц самолетов Як-7 и 16 самолетов МиГ-3. Основное пополнение происходило за счет ремонта неисправных самолетов, убывающих в тыл на переформирование и переподготовку авиационных полков.

## В действующей армии
В составе действующей армии:
- с 17 октября 1941 года по 14 декабря 194! года;
- с 1 апреля 1942 года по 11 апреля 1942 года;
- с 8 июля 1942 года по 7 февраля 1943 года.

## Расформирование полка
4-й запасной истребительный авиационный полк 15 января 1946 года был расформирован в соответствии с Директивой Главного штаба ВВС

## В составе соединений и объединений
| Период        | Округ                     | армия      | бригада                          | примечание    |
| ------------- | ------------------------- | ---------- | -------------------------------- | ------------- |
| 03.07.1941 г. | Орловский военный округ   | ВВС округа |                                  |               |
| 01.01.1942 г. | Приволжский военный округ | ВВС округа |                                  |               |
| 25.01.1942 г. | Приволжский военный округ | ВВС округа | 4-я запасная авиационная бригада |               |
| 18.10.1943 г. | Орловский военный округ   | ВВС округа | 4-я запасная авиационная бригада |               |
| 26.02.1944 г. | Харьковский военный округ | ВВС округа | 5-я запасная авиационная бригада |               |
| 15.01.1946 г. | Харьковский военный округ | ВВС округа | 5-я запасная авиационная бригада | расформирован |

## Подготовка лётчиков
Процесс переучивания лётного состава был типовым: с фронта отводился полк, потерявший большое количество лётного состава, производилось его пополнение до штатных нормативов, лётчики переучивались на новую материальную часть. Полк получал новые самолёты и снова отправлялся на фронт. Таким образом, запасной полк распределял самолеты, поступающие с заводов и с ремонтных баз.
В целях приобретения боевого опыта командно-инструкторский состав запасных авиационных полков направляли в авиационные полки действующей армии.
| Як-9 | Як-9УМ | Як-9 |

## Базирование
| Период            | Аэродром                           |
| ----------------- | ---------------------------------- |
| 07.1941 — 09.1941 | г. Курск                           |
| 09.1941 — 02.1944 | г. Моршанск Тамбовской области     |
| 02.1944 — 02.1946 | г. Рогань Харьковской области УССР |

## Самолёты на вооружении
| Период      | Самолеты |
| ----------- | -------- |
| 1941 — 1942 | МиГ-3    |
| 1941 — 1946 | Як-7УТИ  |
| 1941 — 1942 | И-16     |
| 1941 — 1946 | Як-7     |

## Отличившиеся воины полка
- Афонин Василий Максимович, подполковник в отставке, командир звена полка в 1941—1942 гг. удостоен звания Герой Российской Федерации Указом Президента России от 2 мая 1996 года. Медаль № 267. Посмертно.
- Гесь Григорий Иванович, майор, летчик-инструктор полка с 1943 по октябрь 1944 года, удостоен звания Героя Советского Союза Указом Президиума Верховного Совета СССР от 10 октября 1951 года за мужество и героизм, проявленные при выполнении воинского долга в период Корейской войны, с вручением ордена Ленина и медали «Золотая Звезда» (№ 10871).
- Субботин Серафим Павлович, в 1943—1946 годах служил в полку командиром звена, впоследствии стал асом и Героем Советского Союза на Корейской войне (9 побед).

## Подготовленные полки
- 32-й гвардейский истребительный авиационный полк
- 63-й гвардейский истребительный авиационный полк
- 19-й истребительный авиационный полк (20.03.1943 — 03.07.1943, Ла-5)
- 31-й истребительный авиационный полк (06.10.1941 — 15.05.1942, ЛаГГ-3)
- 50-й истребительный авиационный полк
- 67-й истребительный авиационный полк ПВО (11.10.1941 — 05.11.1941, переформирован, убыл в 17-й зиап)
- 116-й истребительный авиационный полк (25.03.1943 — 08.05.1943, Ла-5)
- 164-й истребительный авиационный полк (19.03.1943 — 25.04.1943, Ла-5)
- 165-й истребительный авиационный полк (02.09.1942 — 01.02.1943, Ла-5)
- 187-й истребительный авиационный полк (03.07.1941 — 29.08.1941, МиГ-3)
- 188-й истребительный авиационный полк (07.08.1941 — 13.10.1941, МиГ-3)
- 254-й истребительный авиационный полк (01.12.1944 — 08.03.1945, доукомплектован)
- 263-й истребительный авиационный полк (04.08.1942 — 18.10.1942, Ла-5)
- 287-й истребительный авиационный полк (06.10.1941 — 05.11.1941, переформирован)
- 426-й истребительный авиационный полк (ноябрь 1941 г. — февраль 1942 г.)
- 486-й истребительный авиационный полк (28.05.1942 — 22.08.1942, доукомплектован)
- 510-й истребительный авиационный полк (сформирован 04.09.1941, ЛаГГ-3)
- 581-й истребительный авиационный полк ПВО (сформирован 01.10.1941 — 20.10.1941 г., И-16)
- 739-й истребительный авиационный полк
- 805-й истребительный авиационный полк (сформирован 17.10.1941, ЛаГГ-3)
- 824-й истребительный авиационный полк
- 864-й истребительный авиационный полк (сформирован 13.04.1942 — 15.06.1942, ЛаГГ-3)
- 864-й истребительный авиационный полк (20.09.1942 — 29.10.1942, расформирован, личный состав использован для укомплектования 160-го и 169-го иап)